# Mulingushi
Der Mulingushi (auch Mulungushi) ist ein Fluss in der Zentralprovinz von Sambia nahe bei Kabwe.

## Verlauf
Der Mulungushi ist ein Nebenfluss des Lunsemfwa. Er entspringt 30 Kilometer nordwestlich von Kabwe.

## Staudämme
Der Mulungushi-Stausee wurde von der Broken Hill Development Company zur Stromgewinnung gebaut, um die Zinnminen von Broken Hill zu versorgen.

## Hydrologie
Die Abflussmenge des Flusses wurde aus der Summe des Zuflüsse des Stausees errechnet. Die Abflüsse wurden in m³/s gemessen.

## Konflikte
Während des Bürgerkrieges in Simbabwe erlaubte der damalige Präsident Kenneth Kaunda den Guerilleros um Joshua Nkomo, eine Militärbasis in dieser Gegend zu unterhalten. Dafür wurden von der DDR Panzer geliefert, um von dort aus einen konventionellen Krieg gegen (Süd-)Rhodesien zu starten.
In den späten 1970er Jahren haben die rhodesischen Spezialkräfte SAS Regiment und Selous Scouts gemeinsam mit der Rhodesian Air Force diese Militärbasis zerstört und dabei 2000 Guerilleros getötet. 